# Maria Rosalia Bachems
Maria Rosalia Bachems (* um 1756 in Eltville am Rhein; † unbekannt) war eine deutsche Zisterzienserin und Äbtissin im Kloster Rosenthal in der Eifel.

## Leben
Maria Rosalia Bachems, über deren Jugend und Ausbildung keine Überlieferungen vorhanden sind, legte im Jahre 1773 ihr Ordensgelübde ab. 1794 wurde sie zur Äbtissin im Kloster Rosenthal gewählt, womit sie zugleich dessen letzte Leiterin war, bevor das Kloster durch die Franzosen während der Säkularisation aufgehoben wurde. Ein letzter abgeschlossener Pachtvertrag mit ihr und Peter Josef Mohr vom Februar 1801 musste bereits von einem französischen Kommissar unterzeichnet werden, was zugleich das letzte offizielle Dokument vom Kloster Rosenthal war. 1802 hoben die Franzosen das Kloster endgültig auf und erklärten es zu französischem Staatseigentum. Alle noch dort verbliebenen Nonnen räumten das Kloster in großer Eile und kehrten zumeist in ihre Heimatdörfer und Elternhäuser zurück. Als das Kloster mit seinen Gebäuden und den angrenzenden Liegenschaften am 16. Februar 1802 zur Versteigerung angeboten wurde, fand sich mehrere Jahre lang kein Käufer. Erst 1809 erwarb M. Sonntag aus Müden das Kloster für 8.500 Franc.